# 2287 Kalmykia
2287 Kalmykia è un asteroide della fascia principale. Scoperto nel 1977, presenta un'orbita caratterizzata da un semiasse maggiore pari a 2,2405612 UA e da un'eccentricità di 0,1702427, inclinata di 5,28595° rispetto all'eclittica.
L'asteroide è dedicato alla Repubblica socialista sovietica autonoma di Calmucchia, l'attuale Calmucchia.